# Аррунт Тарквиний (сын Тарквиния Гордого)

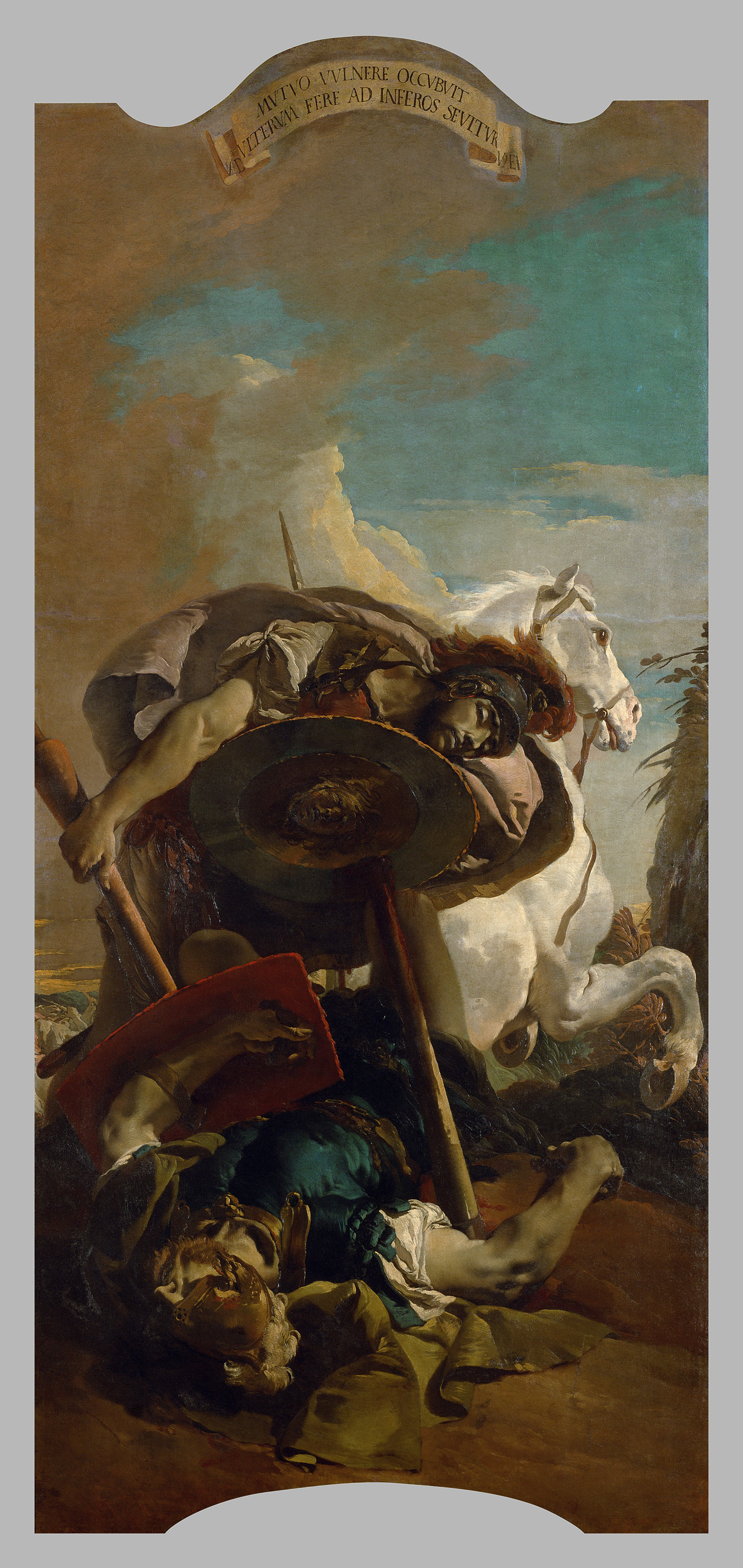
Джованни Баттиста Тьеполо, Смерть консула Брута, 1728—1730

Аррунт Тарквиний (лат. Arruns Tarquinius; ум. 509 г. до н. э.) — второй сын римского царя Тарквиния Гордого и Туллии Младшей.
Вместе со старшим братом Титом и Луцием Брутом участвовал в посольстве к Дельфийскому оракулу, в ходе которого братья пытались решить, кому достанется царская власть. Позднее был послан отцом основать римскую колонию в Цирцее, на побережье Тирренского моря. После изгнания царской семьи из Рима отправился вместе с Тарквинием в Цере просить помощи у этрусков. В битве у Арсийского леса Аррунт, «самый выдающийся по силе и самый светлый душой из братьев», командовал кавалерией. В начале сражения он вызвал на поединок Брута, и они оба погибли в единоборстве, пронзив друг друга копьями.